# 百百綱家
百百綱家（1548年—1609年）是日本戰國時代及安土桃山時代的武將，織豐時期豐臣秀吉的家臣，關原之戰後，是山內一豐的家臣。諱名為安信和安行。
近江的豪族，來歷不明，擅於築城，對建築安土城有著相當的貢獻。最初為織田信長的家臣，信長死後參加山崎之戰並立下戰功，後來被羽柴秀吉任為信長嫡孫秀信的輔佐人，之後擔任秀信的家老，領有一萬一千石。文祿元年（1592年），擔任秀信的副將參與文祿之役。1600年的關原之戰，曾經勸誘秀信加入東軍，但是秀信沒回應，其後協助秀信迎戰東軍，米野會戰擔任總大將，與飯沼長資一同對抗東軍的進攻。戰敗後秀信遭流放，綱家也成為浪人，不久被山內一豐招攬。1609年病逝，享年62歲。